# 1987-es magyar úszóbajnokság
Az 1987-es magyar úszóbajnokságot júliusban rendezték meg a Komjádi Béla Sportuszodában

## Eredmények

### Férfiak
| Versenyszám            | Arany                                                                  | Arany    | Ezüst                                                                     | Ezüst    | Bronz                                                                     | Bronz    |
| ---------------------- | ---------------------------------------------------------------------- | -------- | ------------------------------------------------------------------------- | -------- | ------------------------------------------------------------------------- | -------- |
| 50 m gyorsúszás        | Kovács László Bp. Honvéd                                               | 24,64    | Kálló István BVSC                                                         | 24,80    | Darnyi Tamás Újpesti Dózsa                                                | 24,96    |
| 100 m gyorsúszás       | Kovács László Bp. Honvéd                                               | 52,66    | Szilágyi Zoltán Bp. Honvéd                                                | 52,95    | Ágh Norbert Dunaújvárosi Kohász                                           | 53,28    |
| 200 m gyorsúszás       | Kalaus Valter Bp. Honvéd                                               | 1:53,10  | Szilágyi Zoltán Bp. Honvéd                                                | 1:53,34  | Ágh Norbert Dunaújvárosi Kohász                                           | 1:53,59  |
| 400 m gyorsúszás       | Szilágyi Zoltán Bp. Honvéd                                             | 3:57,58  | Kalaus Valter Bp. Honvéd                                                  | 3:59,00  | Ágh Norbert Dunaújvárosi Kohász                                           | 4:03,19  |
| 1500 m gyorsúszás      | Kalaus Valter Bp. Honvéd                                               | 16:16,55 | Szebellédi Péter BVSC                                                     | 16:31,57 | Molnár Attila Dunaújvárosi Kohász                                         | 16:45,47 |
| 50 m hátúszás          | Darnyi Tamás Újpesti Dózsa                                             | 27,39    | Deutsch Tamás KSI                                                         | 27,72    | Csépányi András Dunaújvárosi Kohász                                       | 28,62    |
| 100 m hátúszás         | Darnyi Tamás Újpesti Dózsa                                             | 58,32    | Deutsch Tamás KSI                                                         | 58,90    | Balajti Zoltán Újpesti Dózsa                                              | 59,44    |
| 200 m hátúszás         | Darnyi Tamás Újpesti Dózsa                                             | 2:03,25  | Balajti Zoltán Újpesti Dózsa                                              | 2:04,00  | Deutsch Tamás KSI                                                         | 2:04,20  |
| 50 m mellúszás         | Güttler Károly Újpesti Dózsa                                           | 29,67    | Veszeli Gábor BVSC                                                        | 30,63    | Szabó József Bp. Honvéd                                                   | 31,06    |
| 100 m mellúszás        | Güttler Károly Újpesti Dózsa                                           | 1:04,19  | Szabó József Bp. Honvéd                                                   | 1:05,54  | Veszeli Gábor BVSC                                                        | 1:07,05  |
| 200 m mellúszás        | Szabó József Bp. Honvéd                                                | 2:18,69  | Güttler Károly Újpesti Dózsa                                              | 2:22,52  | Debnár Tamás BVSC                                                         | 2:22,56  |
| 50 m pillangóúszás     | Kálló István BVSC                                                      | 26,27    | Deutsch Tamás KSI                                                         | 26,85    | Gajdacsi Róbert Pécsi MSC                                                 | 26,97    |
| 100 m pillangóúszás    | Kálló István BVSC                                                      | 56,73    | Darnyi Tamás Újpesti Dózsa                                                | 56,75    | Szabó József Bp. Honvéd                                                   | 57,51    |
| 200 m pillangóúszás    | Darnyi Tamás Újpesti Dózsa                                             | 2:01,82  | Kovács László Bp. Honvéd                                                  | 2:05,90  | Kalaus Valter Bp. Honvéd                                                  | 2:07,38  |
| 200 m vegyes úszás     | Darnyi Tamás Újpesti Dózsa                                             | 2:04,44  | Szabó József Bp. Honvéd                                                   | 2:06,84  | Ágh Norbert Dunaújvárosi Kohász                                           | 2:10,02  |
| 400 m vegyes úszás     | Darnyi Tamás Újpesti Dózsa                                             | 4:26,00  | Szabó József Bp. Honvéd                                                   | 4:26,55  | Gyenes András BVSC                                                        | 4:39,42  |
| 4 × 100 m gyorsváltó   | Bp. Honvéd Szabó József Kalaus Valter Kovács László Szilágyi Zoltán    | 3:34,93  | BVSC Szebellédi Péter Veszeli Gábor Kiss Tibor Kálló István               | 3:39,47  | Dunaújvárosi Kohász Salamon Péter Csépányi András Bene Károly Ágh Norbert | 3:40,38  |
| 4 × 200 m gyorsváltó   | Bp. Honvéd Szabó József Kovács László Kalaus Valter Szilágyi Zoltán    | 7:46,50  | Dunaújvárosi Kohász Salamon Péter Bene Károly Csépányi András Ágh Norbert | 7:59,10  | BVSC Veszeli Gábor Kálló István Szebellédi Péter Kiss Tibor               | 8:03,30  |
| 4 × 100 m vegyes váltó | Újpesti Dózsa Balajti Zoltán Güttler Károly Darnyi Tamás Sólyom Károly | 3:56,75  | Bp. Honvéd Szilágyi Zoltán Szabó József Kovács László Kalaus Valter       | 3:58,53  | BVSC Veszeli Gábor Debnár Tamás Kálló István Kiss Tibor                   | 4:03,30  |

### Nők
| Versenyszám            | Arany                                                                     | Arany   | Ezüst                                                                     | Ezüst   | Bronz                                                                     | Bronz   |
| ---------------------- | ------------------------------------------------------------------------- | ------- | ------------------------------------------------------------------------- | ------- | ------------------------------------------------------------------------- | ------- |
| 50 m gyorsúszás        | Varga Dóra Dunaújvárosi Kohász                                            | 26,77   | Burián Melinda Bp. Spartacus                                              | 27,60   | Thummerer Ildikó Ferencvárosi TC                                          | 27,67   |
| 100 m gyorsúszás       | Varga Dóra Dunaújvárosi KohászThummerer Ildikó Ferencvárosi TC            | 58,48   |                                                                           |         | Burián Melinda Bp. Spartacus                                              | 58,81   |
| 200 m gyorsúszás       | Orosz Andrea Bp. Spartacus                                                | 2:04,99 | Thummerer Ildikó Ferencvárosi TC                                          | 2:06,50 | Burián Melinda Bp. Spartacus                                              | 2:08,29 |
| 400 m gyorsúszás       | Orosz Andrea Bp. Spartacus                                                | 4:21,77 | Kovács Rita Nyíregyházi VSC                                               | 4:24,69 | Buth Zsuzsa Bp. Spartacus                                                 | 4:25,48 |
| 800 m gyorsúszás       | Orosz Andrea Bp. Spartacus                                                | 8:55,53 | Kovács Rita Nyíregyházi VSC                                               | 8:57,61 | Gál Franciska Ferencvárosi TC                                             | 8:59,79 |
| 50 m hátúszás          | Váradi Andrea Vasas SC                                                    | 30,57   | Battonyai Szilvia Vasas SC                                                | 30,89   | Egerszegi Krisztina Bp. Spartacus                                         | 31,01   |
| 100 m hátúszás         | Egerszegi Krisztina Bp. Spartacus                                         | 1:03,54 | Varga Dóra Dunaújvárosi Kohász                                            | 1:05,38 | Váradi Andrea Vasas SC                                                    | 1:05,86 |
| 200 m hátúszás         | Egerszegi Krisztina Bp. Spartacus                                         | 2:14,38 | Klier Vera Újpesti Dózsa                                                  | 2:24,23 | Littmann Ildikó Újpesti Dózsa                                             | 2:24,41 |
| 50 m mellúszás         | Nagy Tünde KSI                                                            | 34,53   | Kovács Judit Pécsi MSC                                                    | 34,55   | Kriffka Rita BVSC                                                         | 34,57   |
| 100 m mellúszás        | Kovács Judit Pécsi MSC                                                    | 1:13,67 | Kriffka Rita BVSC                                                         | 1:14,74 | Pohl Anett BVSC                                                           | 1:14,84 |
| 200 m mellúszás        | Kovács Judit Pécsi MSC                                                    | 2:36,52 | Pohl Anett BVSC                                                           | 2:37,69 | Balajcza Timea Vasas SC                                                   | 2:44,39 |
| 50 m pillangóúszás     | Thummerer Ildikó Ferencvárosi TC                                          | 29,55   | Battonyai Szilvia Vasas SC                                                | 29,90   | Walter Ildikó BVSC                                                        | 30,08   |
| 100 m pillangóúszás    | Thummerer Ildikó Ferencvárosi TC                                          | 1:03,85 | Walter Ildikó BVSC                                                        | 1:04,20 | Füri Csilla BVSC                                                          | 1:04,92 |
| 200 m pillangóúszás    | Walter Ildikó BVSC                                                        | 2:17,01 | Thummerer Ildikó Ferencvárosi TC                                          | 2:19,97 | Kovács Rita Nyíregyházi VSC                                               | 2:30,42 |
| 200 m vegyes úszás     | Egerszegi Krisztina Bp. Spartacus                                         | 2:20,89 | Gál Franciska Ferencvárosi TC                                             | 2:21,78 | Pohl Anett BVSC                                                           | 2:22,30 |
| 400 m vegyes úszás     | Egerszegi Krisztina Bp. Spartacus                                         | 4:52,43 | Gál Franciska Ferencvárosi TC                                             | 4:55,85 | Walter Ildikó BVSC                                                        | 5:01,16 |
| 4 × 100 m gyorsváltó   | Bp. Spartacus Burián Melinda Buth Zsuzsa Egerszegi Krisztina Orosz Andrea | 3:59,94 | Ferencvárosi TC Gyurácz Eszter Köblő Emese Thummerer Ildikó Gál Franciska | 4:01,38 | KSI Kemény Petra Árkai Dóra Nagy Tünde Eleki Krisztina                    | 4:01,49 |
| 4 × 200 m gyorsváltó   | Bp. Spartacus Burián Melinda Egerszegi Krisztina Buth Zsuzsa Orosz Andrea | 8:34,24 | Ferencvárosi TC Gyurácz Eszter Köblő Emese Gál Franciska Thummerer Ildikó | 8:36,15 | BVSC Füri Csilla Pohl Anett Walter Ildikó Csikány Csilla                  | 8:47,22 |
| 4 × 100 m vegyes váltó | BVSC Pohl Anett Kriffka Rita Walter Ildikó Csikány Csilla                 | 4:25,79 | Vasas SC Váradi Andrea Balajcza Timea Battonyai Szilvia Nagy Katalin      | 4:31,24 | Ferencvárosi TC Köblő Emese Gyurácz Eszter Thummerer Ildikó Gál Franciska | 4:33,00 |

## Csúcsok
A bajnokság során az alábbi csúcsok születtek:
| Esemény                        | Idő     | Név                                                     | Csapat              | Csúcs                                        |
| ------------------------------ | ------- | ------------------------------------------------------- | ------------------- | -------------------------------------------- |
| Férfi 50 méteres gyorsúszás    | 24,64   | Kovács László                                           | Bp. Honvéd          | Országos felnőtt                             |
| Férfi 100 méteres gyorsúszás   | 52,95   | Kovács László                                           | Bp. Honvéd          | Országos felnőtt                             |
| Férfi 200 méteres gyorsúszás   | 1:53,10 | Kalaus Valter                                           | Bp. Honvéd          | Országos ifjúsági                            |
| Férfi 50 méteres pillangóúszás | 26,27   | Kálló István                                            | BVSC                | Országos felnőtt                             |
| Férfi 50 méteres mellúszás     | 30,61   | Güttler Károly                                          | Újpesti Dózsa       | Országos felnőtt                             |
| Férfi 50 méteres mellúszás     | 29,67   | Güttler Károly                                          | Újpesti Dózsa       | Országos felnőtt                             |
| Férfi 50 méteres mellúszás     | 30,63   | Veszeli Gábor                                           | BVSC                | Országos ifjúsági                            |
| Női 50 méteres gyorsúszás      | 26,77   | Varga Dóra                                              | Dunaújvárosi Kohász | Országos felnőtt, ifjúsági, serdülő          |
| Női 50 méteres gyorsúszás      | 27,69   | Ötvös Éva                                               | Debreceni Dózsa     | Országos gyermek                             |
| Női 100 méteres gyorsúszás     | 1:02,12 | Elek Krisztina                                          | KSI                 | Országos úttörő                              |
| Női 100 méteres gyorsúszás     | 1:01,99 | Elek Krisztina                                          | KSI                 | Országos úttörő                              |
| Női 50 méteres hátúszás        | 31,01   | Egerszegi Krisztina                                     | Bp. Spartacus       | Országos gyermek                             |
| Női 100 méteres hátúszás       | 1:03,54 | Egerszegi Krisztina                                     | Bp. Spartacus       | Országos felnőtt, ifjúsági, serdülő, gyermek |
| Női 200 méteres hátúszás       | 2:14,38 | Egerszegi Krisztina                                     | Bp. Spartacus       | Országos felnőtt, ifjúsági, serdülő, gyermek |
| Női 50 méteres pillangóúszás   | 29,55   | Thummerer Ildikó                                        | Ferencvárosi TC     | Országos serdülő                             |
| Női 200 méteres pillangóúszás  | 2:27,80 | Balyi Györgyi                                           | Bp. Spartacus       | Országos úttörő                              |
| Női 200 méteres pillangóúszás  | 2:27,39 | Eleki Krisztina                                         | KSI                 | Országos úttörő                              |
| Női 200 méteres pillangóúszás  | 2:24,74 | Balyi Györgyi                                           | Bp. Spartacus       | Országos úttörő                              |
| Női 200 méteres mellúszás      | 2:36,52 | Kovács Judit                                            | Pécsi MSC           | Országos felnőtt, ifjúsági                   |
| Női 200 méteres vegyesúszás    | 2:20,89 | Egerszegi Krisztina                                     | Bp. Spartacus       | Országos gyermek                             |
| Női 400 méteres vegyesúszás    | 4:52,43 | Egerszegi Krisztina                                     | Bp. Spartacus       | Országos gyermek                             |
| Női 4 × 200 m gyorsváltó       | 8:47,53 | Szremkó Krisztina Merkel Györgyi Siba Mónika Varga Dóra | Dunaújvárosi Kohász | Országos serdülő                             |